# Adolphe Le Carpentier
Pour les articles homonymes, voir Le Carpentier.
Adolphe Le Carpentier est un pianiste, pédagogue et compositeur français né le 17 février 1809 à Paris et mort dans la même ville le 14 juillet 1869.

## Biographie
Adolphe-Clair Le Carpentier naît le 17 février 1809 à Paris,.
Fils d'un violoniste, il entre en 1818 au Conservatoire de Paris, où il étudie le solfège, le piano, l'accompagnement et l'harmonie avec Victor Dourlen (obtenant un 1er prix en 1827), le contrepoint avec François-Joseph Fétis (1er prix en 1831) et la composition avec Jean-François Lesueur,,.
En 1833, il est lauréat d'un Second prix de Rome avec sa cantate Le contrebandier espagnol,.
Adolphe Le Carpentier est surtout réputé comme pédagogue. Comme auteur, il se distingue par ses œuvres didactiques. Pour Joël-Marie Fauquet, « la grande place occupée par les ouvrages de Lecarpentier dans l'enseignement de la musique en France, notamment ceux consacrés à la pédagogie du piano, dont une Méthode de piano pour les enfants utilisée par beaucoup de professeurs, sans compter nombre d'exercices, d'études, de fantaisies, justifie que le nom de ce musicien soit distingué dans la masse de ceux qui se consacrèrent à former le talent des amateurs ».
Comme compositeur, outre sa Méthode de piano pour les enfants, « excellente », on peut relever vingt-cinq Études élémentaires (op. 59), un recueil de vingt-quatre études, Le Progrès, et près de trois cents fantaisies sur des airs lyriques et nationaux, « bien arrangées et de difficulté moyenne ». 
« Musicien de beaucoup de talent et d'une grande modestie », relève Oscar Comettant, Adolphe Le Carpentier « a puissamment contribué, autant par sa méthode que ses arrangements, à aplanir les premières difficultés de l'étude du piano [...et] à rendre plus facile la tâche ingrate des professeurs, en même temps qu'il a propagé le goût du piano, en le rendant attrayant dès le début des études ». 
Il meurt le 14 juillet 1869 à Paris,,.